# IJsland op de Olympische Zomerspelen 1968
IJsland nam deel aan de Olympische Zomerspelen 1968 in Mexico-Stad, Mexico. Voor de derde keer op rij werd geen medaille gewonnen.

## Deelnemers en resultaten

### Atletiek
| Olympiër              | Discipline       | Resultaat | Prestatie                            |
| --------------------- | ---------------- | --------- | ------------------------------------ |
| Jan Ólafsson          | hoogspringen (m) | 27e       | kwalificatie groep B: 10de met 2,06m |
| Guðmundur Hermannsson | kogelstoten (m)  | 16e       | kwalificatie groep B: 6de met 17,35m |
| Valbjörn Þorláksson   | tienkamp (m)     | DNF       | niet gefinisht                       |

### Gewichtheffen
| Olympiër           | Discipline | Resultaat | Prestatie      |
| ------------------ | ---------- | --------- | -------------- |
| Óskar Sigurpálsson | -90kg (m)  | DNF       | niet gefinisht |

### Zwemmen
| Olympiër                   | Discipline           | Resultaat | Prestatie              |
| -------------------------- | -------------------- | --------- | ---------------------- |
| Gudmunður Gíslason         | 100m vrije slag (m)  | 50e       | serie 9: 7de in 58,6   |
| Leiknir Jónsson            | 100m schoolslag (m)  | 27e       | serie 2: 5de in 1.16,3 |
| Leiknir Jónsson            | 200m schoolslag (m)  | 35e       | serie 2: 6de in 2.48,8 |
| Gudmunður Gíslason         | 100m vlinderslag (m) | 38e       | serie 4: 6de in 1.03,3 |
| Gudmunður Gíslason         | 200m wisselslag (m)  | 27e       | serie 1: 5de in 2.24,1 |
| Gudmunður Gíslason         | 400m wisselslag (m)  | 29e       | serie 2: 7de in 5.20,2 |
|                            |                      |           |                        |
| Hrafnhildur Guðmundsdóttir | 100m vrije slag (v)  | 37e       | serie 8: 7de in 1.06,3 |
| Hrafnhildur Guðmundsdóttir | 200m vrije slag (v)  | 34e       | serie 3: 7de in 2.28,5 |
| Ellen Ingvadóttir          | 100m schoolslag (v)  | 23e       | serie 4: 6de in 1.22,6 |
| Ellen Ingvadóttir          | 200m schoolslag (v)  | 22e       | serie 4: 6de in 2.58,2 |
| Hrafnhildur Guðmundsdóttir | 200m wisselslag (v)  | 29e       | serie 3: 5de in 2.44,3 |
| Ellen Ingvadóttir          | 200m wisselslag (v)  | 28e       | serie 3: 4de in 2.43,1 |

Afghanistan · Algerije · Amerikaanse Maagdeneilanden · Argentinië · Australië · Bahama's · Barbados · België · Bermuda · Birma · Bolivia · Bondsrepubliek Duitsland · Brazilië · Brits-Honduras · Bulgarije · Canada · Centraal-Afrikaanse Republiek · Ceylon · Chili · Colombia · Congo-Kinshasa · Costa Rica · Cuba · Denemarken · Dominicaanse Republiek · Duitse Democratische Republiek · Ecuador · El Salvador · Ethiopië · Fiji · Filipijnen · Finland · Frankrijk · Ghana · Griekenland · Groot-Brittannië · Guatemala · Guinee · Guyana · Honduras · Hongarije · Hongkong · Ierland · IJsland · India · Indonesië · Irak · Iran · Israël · Italië · Ivoorkust · Jamaica · Japan · Joegoslavië · Kameroen · Kenia · Koeweit · Libanon · Libië · Liechtenstein · Luxemburg · Madagaskar · Maleisië · Mali · Malta · Marokko · Mexico · Monaco · Mongolië · Nederland · Nederlandse Antillen · Nicaragua · Nieuw-Zeeland · Niger · Nigeria · Noorwegen · Oeganda · Oostenrijk · Pakistan · Panama · Paraguay · Peru · Polen · Portugal · Puerto Rico · Roemenië · San Marino · Senegal · Sierra Leone · Singapore · Soedan · Sovjet-Unie · Spanje · Suriname · Syrië · Taiwan · Tanzania · Thailand · Trinidad en Tobago · Tunesië · Turkije · Tsjaad · Tsjecho-Slowakije · Uruguay · Venezuela · Verenigde Arabische Republiek · Verenigde Staten · Vietnam · Zambia · Zuid-Korea · Zweden · Zwitserland